# Felsenbein

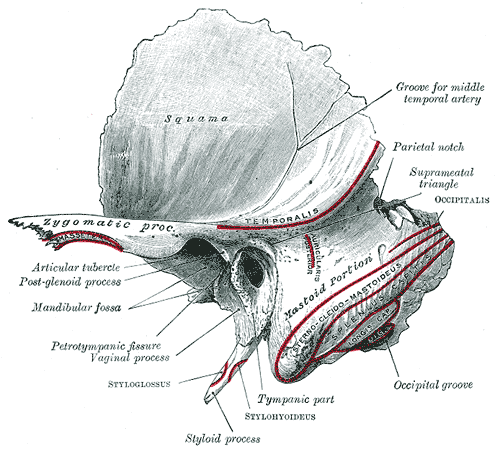
Außenansicht des linken Schläfenbeins des Menschen, zu dem auch das Felsenbein gehört, das in der Abbildung mit „Temporalis“ bezeichnet ist

Das Felsenbein oder die Felsenbeinpyramide (Pars petrosa [ossis temporalis], Os petrosum, kurz Petrosum, veraltet auch Pyramis) ist der härteste Knochen des Säugetier- und Menschenschädels und ein Abschnitt des Schläfenbeins (Os temporale). Es umgibt das Innenohr mit dem Gleichgewichts- und dem Hörorgan. Die Spitze des pyramidenähnlichen Knochens weist bauchwärts und zur Mitte hin (ventromedial), die Basis zeigt dorsolateral (rückenwärts und zur Seite) zum Warzenfortsatz.
Manchmal, vor allem im tieranatomischen Bereich, werden die Pars tympanica, die das Mittelohr umgibt, und die Pars mastoidea des Schläfenbeins ebenfalls zur Felsenbeinpyramide gezählt.

## Anatomie

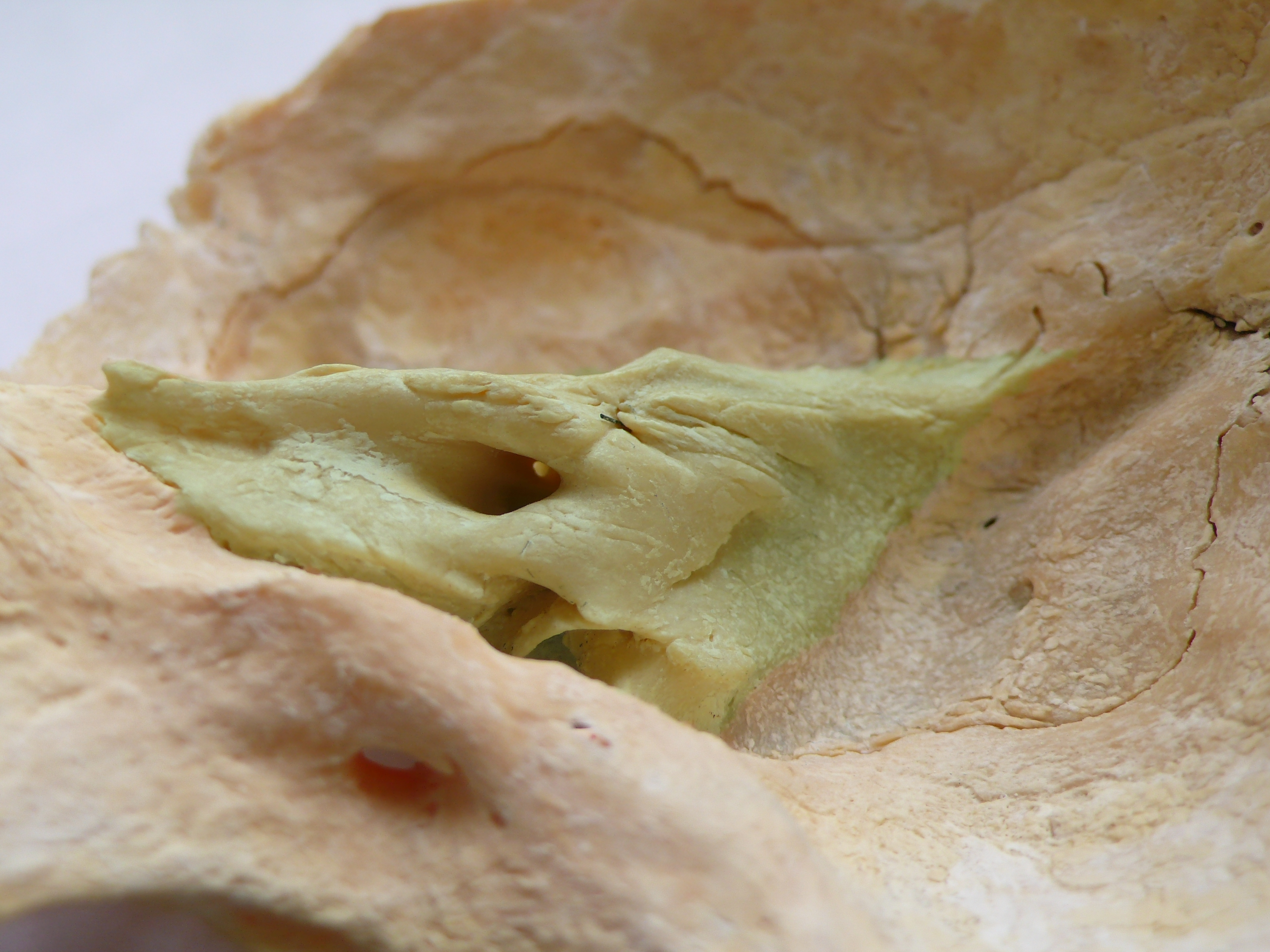
Felsenbeinpyramide des Menschen (grün markiert)

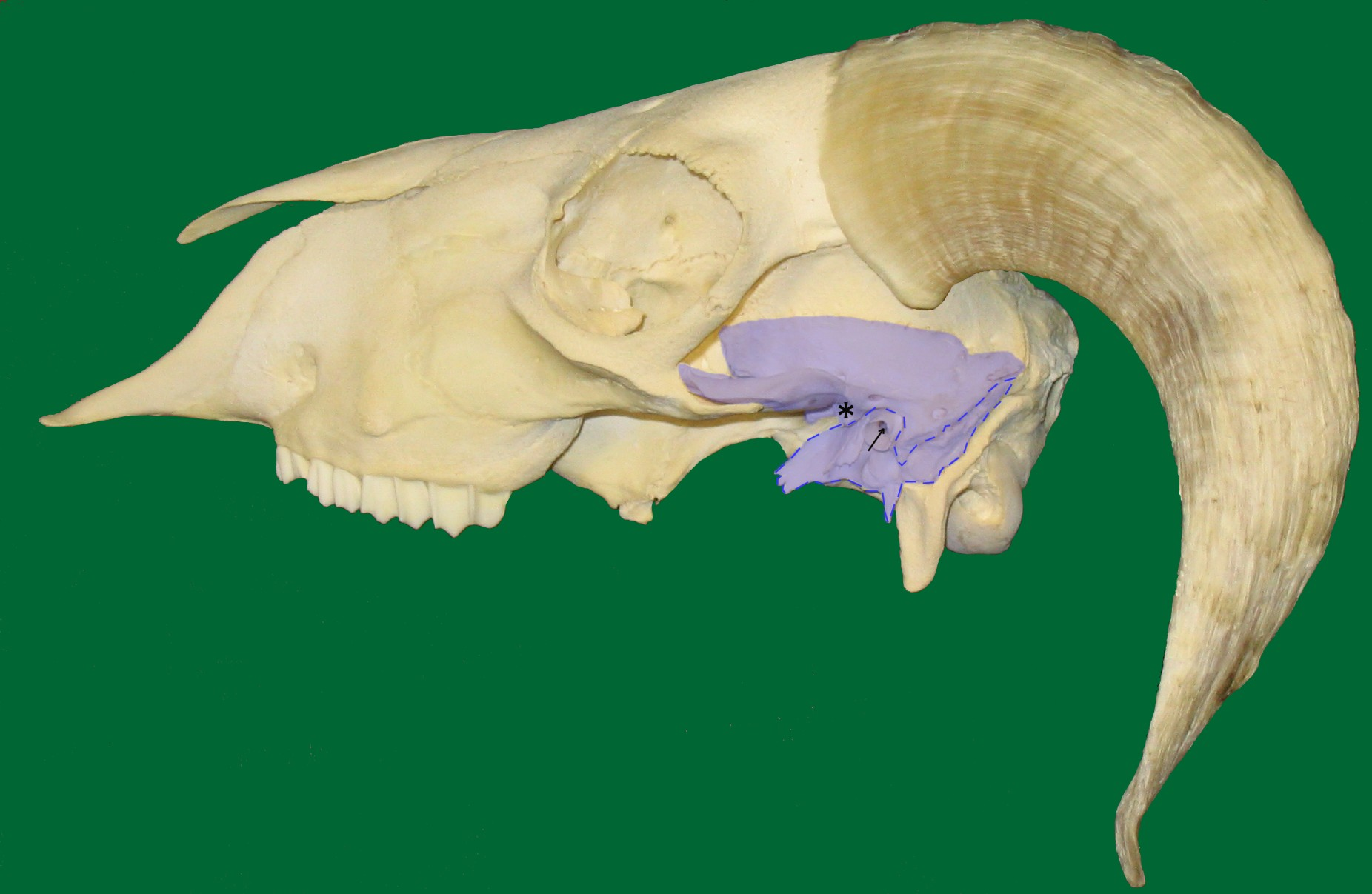
Schädel eines Schafes
Os temporale violett markiert, Felsenbeinpyramide blau umrandet

An der Vorderseite (Facies anterior) des Felsenbeins liegt eine seichte Grube für das Ganglion trigeminale. Zudem wölbt sich eine bogenförmige Erhebung (Eminentia arcuata) hervor, unter welcher der vordere Bogengang (Ductus semicircularis anterior) lokalisiert ist. An der Hinterfläche (Facies posterior) gibt es ein kleines Grübchen (Fossa subarcuta) und die Apertura cananiculi vestibuli, unter der sich der Saccus endolymphaticus befindet. Die Unterfläche (Facies inferior) trägt den Griffelfortsatz (Processus styloideus). Zwischen Facies inferior und dem Hinterhauptbein liegt das Foramen jugulare zum Durchtritt von Vena jugularis interna, Nervus glossopharyngeus, Nervus vagus und Nervus accessorius. Vor dem Foramen jugulare tritt die Arteria carotis interna über die äußere Karotisöffnung (Apertura externa canalis carotici) in das Felsenbein und tritt an dessen Spitze wieder aus. Zwischen Karotisöffnung und Foramen jugulare liegt das Felsenbeingrübchen (Fossula petrosa) mit dem Canaliculus tympanicus, durch den der Nervus tympanicus in das Felsenbein zieht. Der Anatom Gabriele Falloppio hatte sich bereits im 16. Jahrhundert mit dem Felsenbein befasst.
Das Felsenbein besitzt drei wichtige Zugänge:
- Porus acusticus internus (innere Gehöröffnung). Er liegt an der hinteren Fläche (Facies posterior) und dient dem Eintritt des Nervus facialis und der Arteria labyrinthi sowie dem Austritt des Nervus vestibulocochlearis.
- Foramen stylomastoideum: Das Loch liegt dorsal des Griffelfortsatzes und dient dem Austritt des Nervus facialis.
- Canalis musculotubarius: Kanal der Ohrtrompete (Tuba auditiva) ins Mittelohr

Eine Spalte (Fissura petrotympanica) zwischen Felsenbein und Paukenteil des Schläfenbeins (Pars tympanica) des Schläfenbeins dient dem Austritt der Paukensaite (Chorda tympani).

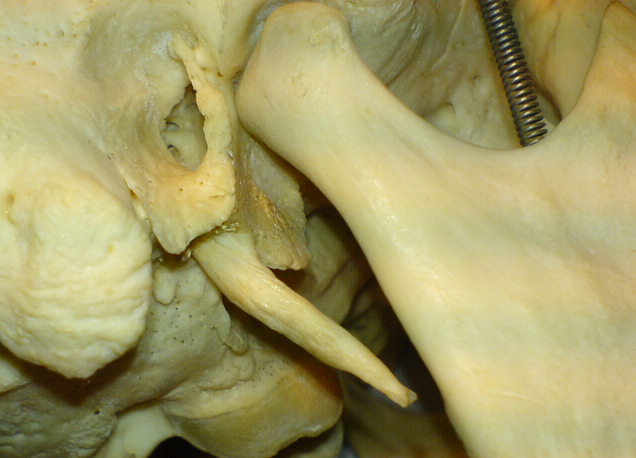
Griffelfortsatz (Processus styloideus) an einem Humanpräparat. Oberhalb ist der Gehörgang zu erkennen

 Bei einigen Säugetieren (z. B. Mensch, Pferd, Rind) ist das Zungenbein am Griffelfortsatz des Felsenbeins ligamentär befestigt.